# Carum iminouakense
Carum iminouakense är en flockblommig växtart som beskrevs av Quezel. Carum iminouakense ingår i släktet kumminsläktet, och familjen flockblommiga växter. Inga underarter finns listade i Catalogue of Life.